# Нагазне мине
Под појмом мина подразумева се свако средство постављено испод површине земље или на земљи, или у близини земље или друге површине, чија је намена да експлодира услед присуства, близине или контакта са особом или возилом. Ова дефиниција обухвата различите врсте мина и оне се, обично, класификују према циљу за који су намењене или окружењу за које су пројектоване. У нашој војној терминологији постоје дефиниције противпешадијских и противтенковских мина.
Са појавом црног барута, минама се називају подземне коморе са минским пуњењем (за рушење фортификација и прављење пролаза). У 19. веку минама се називају и подводна и сувоземна торпеда, фугасе и пуњења за рушење. У Првом светском рату, минама се називају велика подземна експлозивна пуњења за дизање у ваздух противникове линије фронта, на којима се често радило месецима и детонирана су почетком офанзиве. Појавом специјалних противоклопних експлозивних пуњења, појам мина се у Другом светском рату почиње користити и за сва фабрички израђена експлозивна пуњења са уграђеним средством за паљење, за дејство против људи и возила. Назив мина користи се и за пројектил минобацача. У том случају се говори о артиљеријској мини.
У данашње време у жаргону се термин „нагазна мина” генерално односи на уређаје посебно произведене као оружје против особља или возила. Иако су неке врсте импровизованих експлозивних направа (енгл. improvised explosive device - IED) погрешно класификоване као мине, термин нагазна мина је обично резервисан за произведене уређаје који су дизајнирани да их користе формалне војне службе, док се IED користи за сурогатне уређаје постављене или произведене на импровизован начин, укључујући експлозивне материјале, деструктивне, смртоносне, штетне, запаљиве, пиротехничке материјале или хемикалије дизајниране да униште, обогаље, омету или узнемиравају. Они могу да буду инкорпорирани у војне залихе, али се обично припремају од невојних компоненти.
Употреба мина је контроверзна због њиховог потенцијала као неселективног оружја. Оне могу представљати опасност много година након што је сукоб завршен, штетећи цивилима и економији. 78 земаља је контаминирано минама, а сваке године од њих гине 15.000-20.000 људи, док је небројено више осакаћених. Приближно 80% жртава антиперсоналних мина су цивили, при чему су деца најугроженија. Већина погибија се дешава у време мира. Под притиском бројних кампањских група организованих кроз Међународну кампању за забрану нагазних мина, глобални покрет за забрану њихове употребе довео је до Конвенције о забрани употребе, складиштења, производње и трансфера антиперсоналних мина и о њиховом уништењу из 1997. године, што је познато као Отавски уговор. До данас су 164 земље потписале споразум.

## Основне компоненте мина
Основне компоненте мина јесу:
- тело,
- упаљач и
- експлозивно пуњење.

Тело је кућиште у које се смешта читав склоп мине. Облик и величина тела су од велике важности, као и материјал од којег је израђено. Оно мора да заштити садржај у унутрашњости мине и да буде довољни чврсто за постављање. Најчешће коришћени материјал за тело антиперсоналних мина јесте пластика, метал и дрво у старијим конструкцијама. Упаљач је механизам преко којег мина препознаје врсту циља изнад себе и он шаље импулсе за активирање према детонатору. Основни експлозивни систем је пут којим се иницијација
преноси преко бустера на експлозивно пуњење, које делује на циљ. Ефекат дејства може се остварити хемијском енергијом кумулативног пуњења и кинетичком енергијом фрагментираног кућишта мине.

## Противпешадијске мине
Противпешадијске мине дефинишу се као врста мина за наношење губитака живој сили, транспортним средствима и за диверзије. У литератури на енглеском језику постоји појам (енгл. anti-personnel mines). Дословно преведено, anti-personnel значи против људи, против живе силе, против персонала итд. Термин противпешадијска мина до сада је био широко распрострањен у нашој војној науци и пракси. Сам по себи, овај термин указује на нешто што је везано за војника на бојишту, односно војну употребу овог оружја и јасно упућује на то да ово оружје „налази“ своје жртве у време оружаних сукоба и то искључиво у редовима припадника војске, посебно пешадије. Познато је да су мине неселективне, односно да немају могућност ограничења дејства само на одређене – првенствено војне циљеве. Стога у свим оружаним сукобима мине односе знатно већи број цивилних жртава него војних, како у време рата, тако и у време мира. Термин антиперсонална мина указује на обичног човека, цивила као доминантну и неминовну жртву овог оружја. Без обзира колико био оспораван (још једна туђица у нашем језику), термин антиперсонална мина погоднији је за коришћење због своје међународне распрострањености и разумљивости, као и због тога што елиминише све недоумице око адекватности превода. Имајући у виду да је Република Србија ратификовала Отавску конвенцију и да у Закону о потврђивању Отавске конвенције стоји назив антиперсонална мина.

## Противтенковске мине
Противтенковске мине дефинишу се као врста мина за уништавање или онеспособљавање тенкова и других оклопних и транспортних возила и за
диверзије.

## Разминирање
Мине су новији изум и у наоружању армија света постоји изузетно велики број мина различитих по облику, намени, принципу дејства и начину постављања. Заједничко им је да су релативно јефтино и врло ефикасно оружје, да се производе у великом броју земаља, масовно користе и лако постављају, а врло тешко уклањају. Претпоставља се да их има више од сто милиона, а њихово уништавање изузетно је спор, неефикасан и скуп процес који са садашњим интензитетом рада не може окончати ни за сто година.

## Пластична мина
Пластичне мине званично су забрањене за коришћење у рату због тога што се сматрају опаснијим од металних мина, претежно због тога што их је тешко открити током рата, као и након завршетка. Задају велике повреде жртви која се активирају, а пластику, која остане у телу жртве, тешко је открити.